# Ladram Bay
Ladram Bay ist eine abgelegene Bucht mit Kiesstrand, circa 500 Meter lang, in der Nähe von Exmouth, in der Grafschaft Devon, an der Ärmelkanalküste von England. Es ist ein Bucht, von hohen Klippen gesichert.

## Lage
Ladram Bay liegt circa 18 Kilometer südöstlich der Stadt Exeter, und einen Kilometer südwestlich des Dorfes Otterton. Es liegt etwa vier Kilometer südwestlich von Sidmouth und vier Kilometer nordöstlich von Budleigh Salterton. Direkt südwestlich trennt Smallstones Point die Bucht von Chiselbury Bay. Im Osten ist ein Hügel namens High Peak, darunter liegen Hern Point und Big Picket Rocks.
Der Caravan Park bei Ladram Bay ist das zweitgrößte Ferienzentrum in Devon.

## Geologie
Die Küste und Klippen im Osten Devons sowie in Dorset am Ärmelkanal gehören zu den Naturwundern der Welt. Von Orcombe Point, bei Exmouth, bis zu Old Harry Rocks, östlich von Studland Bay, erstreckt sich ein 155 Kilometer langer Küstenstreifen, der als erste Naturlandschaft in England von der UNESCO zum Weltnaturerbe erklärt wurde. Der Kiesstrand von Ladram Bay ist Teil der sogenannten Jurassic Coast.
- Siehe auch Liste der Orte entlang der Jurassic Coast.

Die Steinschichten entlang der Jurassic Coast sind leicht nach Osten gekippt. Deswegen wird der älteste Teil der Küste in diesem Bereich gefunden, progressiv jüngere Gesteine bilden die Klippen weiter östlich. Die Naturenthüllungen entlang der Küste offenbaren eine kontinuierliche Folge von im Trias, Jura und Kreidezeit entstandenen geologischen Strukturen und repräsentieren etwa 185 Millionen Jahre der Erdgeschichte.
Der Badeort ist für die roten Sandsteinfelsen aus der Trias-Periode bekannt. Sie stammen aus der Zeit vor etwa 220.000.000 Jahren. Die Felsen an der Steilküste bestehen meist aus diversen Mudstone-Schichten, aber zugleich Schichten aus Otter Sandstone. Beide Sedimente sind markant rot. Dies wird von Eisenoxid verursacht, und das bezeugt, dass sie in einer Wüste gebildet wurden. Am südwestlichen Ende der Bucht, sind blasse Röhren im Sandstein zu sehen. Diese waren die Wurzeln der Pflanzen, die in der Lage waren, im rauen, trockenen Klima der Trias zu überleben.
Die Felsnadeln in der Bucht sind aus den gleichen Steinschichten wie die Klippen, eine relativ weiche Zusammensetzung, aber sie haben eine härtere Sandsteinschicht als Unterlage, die ihre Erosion durch das Meer verhindert.